# Жизненная форма растений
Жи́зненная фо́рма расте́ний (биологи́ческая фо́рма, биофо́рма) — внешний облик растений (габитус), отражающий их приспособленность к условиям среды.
В процессе индивидуального развития (онтогенеза) внешний облик растения меняется. Среди факторов, которые влияют на это изменение, можно выделить как внешние (окружающая среда), так и внутренние, заложенные в геноме. Несмотря на разнообразие жизненных форм растений, можно выделить некоторые общие критерии, на основании которых множество жизненных форм будет разбито на группы.
Говоря о растениях, мы отмечаем разницу во внешнем облике растений, называя одни из них деревьями, другие травами.

## Термин
В 1806 году А. Гумбольдт предложил термин «основные формы растений», затем термин получил и более широкое распространение.
Термин предложен датским ботаником Эугениусом Вармингом в 1884 году, понимавшим под ним «форму, в которой вегетативное тело растения находится в гармонии с внешней средой в течение всей жизни, от семени до отмирания».

## Классификации
Первую классификацию основных форм растений по их внешнему облику разработал немецкий естествоиспытатель А. Гумбольдт. Она насчитывала 19 основных форм и была опубликована в 1806 году. Критерии этой классификации основывались на физиономических характеристиках растений. За этой классификацией последовали другие: А. Кернера (1863), А. Гризебаха (1872), О. Друде (1913) — в них, кроме физиономических параметров, в расчёт принимались и другие характеристики.
Появились классификации, основанные на ряде специальных приспособительных признаков: положении почек и характере защитных почечных покровов (К. Раункиер, 1905, 1907), способу вегетативного размножения (Г. Н. Высоцкий (1915), Л. И. Казакевич (1922).
Советский ботаник И. Г. Серебряков предложил (1962, 1964) классификацию, основанную на структуре и длительности жизни надземных скелетных осей растений.